# 11849 Fauvel
A 11849 Fauvel (ideiglenes jelöléssel 1988 CF7) a Naprendszer kisbolygóövében található aszteroida. Eric Walter Elst fedezte fel 1988. február 15-én.